# 奇跡のシンフォニー
『奇跡のシンフォニー』（きせきの - 、原題: August Rush）は、2007年公開のアメリカのミュージカル映画。カーステン・シェリダン監督、リチャード・バートン・ルイス製作、脚本はニック・キャッスルとジェームズ・V・ハート、主演は『チャーリーとチョコレート工場』で知られるフレディ・ハイモア。
第80回アカデミー賞歌曲賞にノミネートされた。

## ストーリー
ニューヨーク近郊の孤児院で暮らすエヴァンは、両親が必ず迎えに来ると信じているものの、11歳になるまでその願いがかなう事は無かった。ある日不思議な音に導かれるように彼は孤児院を抜け出してしまう。たどり着いたマンハッタンで様々な出会いを経てエヴァンは音楽の才能を開花させる。
一方エヴァンは死んだと思っていた彼の母ライラ、そしてライラと結ばれること無く一時は悲嘆にくれていた父ルイスも音楽に導かれるかのようにマンハッタンへ向かう。

## キャスト
※括弧内は日本語吹替
- エヴァン・テイラー / "オーガスト・ラッシュ" - フレディ・ハイモア（白石涼子）
- ライラ・ノヴァチェク - ケリー・ラッセル（高橋理恵子）
- ルイス・コネリー - ジョナサン・リース＝マイヤーズ（平田広明）
- リチャード・ジェフリーズ - テレンス・ハワード（古澤徹）
- マックスウェル・"ウィザード"・ウォラス - ロビン・ウィリアムズ（安原義人）
- トマス・ノヴァチェク - ウィリアム・サドラー（金尾哲夫）
- 学部長 - マリアン・セルデス（宮寺智子）
- ジェームズ牧師 - ミケルティ・ウィリアムソン（石住昭彦）
- アーサー - レオン・トーマス3世（伊藤亜矢子）
- ニック - アーロン・ステイトン（滝知史）
- マーシャル - アレックス・オロックリン（東地宏樹）
- ホープ - ジャマイア・シモーヌ・ナッシュ（英語版）（寺田はるひ）
- 教授 - ロナルド・ガットマン（英語版）（水野龍司）
- リジー - ボニー・マッキー（英語版）（八十川真由野）

## スタッフ
- 監督：カーステン・シェリダン（英語版）
- 製作：リチャード・バートン・ルイス
- 製作総指揮：ロバート・グリーンハット、ラルフ・カンプ、ルイーズ・グッドシル、マイキー・リー、ライオネル・ウィグラム
- 原案：ポール・カストロ（英語版）、ニック・キャッスル
- 脚本：ニック・キャッスル、ジェームズ・V・ハート（英語版）
- 撮影：ジョン・マシソン
- 編集：ウィリアム・スタインカンプ
- 音楽：マーク・マンシーナ
- テーマ曲：ハンス・ジマー
- プロダクションエグゼクティブ：マイケル・ショウ

## 劇中で演奏された楽曲
- エルガー：チェロ協奏曲